# Бассано-Брешіано
Бассано-Брешіано (італ. Bassano Bresciano) — муніципалітет в Італії, у регіоні Ломбардія, провінція Брешія.
Бассано-Брешіано розташоване на відстані близько 430 км на північний захід від Рима, 75 км на схід від Мілана, 23 км на південь від Брешії.
Населення — 2307 осіб (2014).

## Демографія
Населення за роками:

Станом на 1 січня 2023 року в муніципалітеті офіційно проживали 284 іноземці з 23 країн, серед них 72 громадяни країн Євросоюзу та 5 громадян України.

## Сусідні муніципалітети
- Манербіо
- Понтевіко
- Сан-Джервазіо-Брешіано
- Веролануова